# カルチャー・フリーダム・デー
カルチャー・フリーダム・デー（Culture Freedom Day）は、フリーカルチャーの記念日である。毎年5月第3土曜日に設定されている。世界中の人々にフリーカルチャーを使用や奨励することの利点を教えたり、フリーカルチャーアーティストを奨励するためのプラットフォームとなる国際的な日にすることを目的としている。CFDと略される。

## フリーカルチャー
「フリーカルチャー」という言葉はフリーカルチャー運動の父で知られるローレンス・レッシグによる2004年に著した書籍に初めて登場する。フリーカルチャー運動は他者が自由に利用、研究、配布、他作品を改善することができる芸術を製作、利用できるようにすることを目的にしている。改善したものの再配布ももちろん可能で奨励されている。この運動が反対しているのは著作権保護の延長や従来のマスメディアによる「フェアユースの権利」を抑圧する動きである。

## 記念日
最初のCFDは2012年に行われ、5月の第3土曜日に設定された。
CFDはFOSSの記念日で単なるソフトウェア関連の問題を越えてフリーカルチャーを祝う要素が次第に含まれるようになったソフトウェアの自由の日（Software Freedom Day）を元にしている。
初回である2012年の行事は前週の5月11、12日にポルトガルのリスボンで行われ、同月16日時点で世界16ヶ国でイベントが計画された。
CFDは自由ソフトウェア運動を推進する非営利組織であるデジタル・フリーダム・インターナショナルが主催しており、クリエイティブ・コモンズが支援している。